# メジロスタジオ
メジロスタジオは、かつて存在した日本のアトリエ系建築設計事務所。

古澤大輔、馬場兼伸、黒川泰孝の各氏で2002年設立。

2013年11月15日に株式会社リライトデベロップメント（現：株式会社リライト 建築・不動産事業部）と事業統合した。

## おもな人物
- 古澤大輔（ふるさわ だいすけ、1976年 - ）は、日本の建築家。
東京都生まれ。2000年、東京都立大学 (1949-2011)工学部建築学科卒業。2002年、東京都立大学大学院修士課程修了。
- 馬場兼伸（ばば かねのぶ）は、日本の建築家。
- 黒川泰孝（くろかわ やすたか）は、日本の建築家。

## 受賞
- 第8回空間デザインコンペティション金賞、
- うつくしま未来博エコファミリーハウス国際設計コンペティション最優秀賞、インテリアプランニング賞2004入選、
- 住まいのインテリアコーディネーションコンテスト2005入賞、
- 住まいのインテリアコーディネーションコンテスト2006入賞、
- 第2回サステナブル住宅賞国土交通大臣賞
- 2007年日本建築学会作品選奨入選
- SDレビュー2011朝倉賞受賞

## おもな作品
- 大原の長屋
- リキッドコートハウス
- 高松町ガレージ
- 白州山荘
- 熊川の集合住宅
- 高松の住宅
- 千歳船橋の家
- 美しが丘の家

## 関連人物
- 江泉光哲(えいずみ みつあき)
- 許光範